# Saša Gajser
Saša Gajser [uitspraak: 'sɑːʃøː 'ɡɑjsʃɛiʀ] (Maribor, 11 februari 1974) is een Sloveens voormalig betaald voetballer. Hij was een polyvalente middenvelder die onder meer uitkwam voor KAA Gent en het Sloveens voetbalelftal.

## Clubcarrière
Hij begon in 1992 als middenvelder bij Maribor Branik en stapte vier jaar later over naar Rudar Velenje. In 1999 verkaste Gajser naar het Belgische AA Gent, waar hij onder coach Trond Sollied vaste waarde werd en zijn eerste selectie voor de nationale ploeg van Slovenië versierde. In 2002 verliet hij AA Gent en België voor de Cypriotische club Omonia Nicosia, waar hij zijn spelersloopbaan heeft afgesloten. Momenteel probeert hij zijn trainersdiploma te halen.

## Interlandcarrière
Gajser maakte zijn debuut voor het Sloveens voetbalelftal op 6 februari 1999 in de vriendschappelijke interland tegen Zwitserland, die met 2-0 werd verloren door de Slovenen. Verdediger Fabijan Cipot (NK Mura) maakte in dat duel eveneens zijn debuut voor Slovenië. Hij scoorde één keer voor zijn vaderland. Gajser verving Marjan Dominko in de rust. Voor de nationale ploeg speelde hij in totaal 27 wedstrijden. Hij kwam ook in actie tijdens het WK voetbal 2002 in Japan en Zuid-Korea.